# Joshua Harrison
Pour les articles homonymes, voir Harrison.
Joshua Harrison, né le 15 juin 1995 à Adélaïde, est un coureur cycliste australien. Il participe à des compétitions sur route et sur piste.

## Palmarès sur route
- 2013
  - 1re étape de l'Adelaide Tour (contre-la-montre par équipes)
  - 3e du championnat d'Australie du critérium juniors
- 2016
  - 1re étape du Tour of the Riverland

## Palmarès sur piste

### Championnats du monde juniors
- Glasgow 2013
  -  Champion du monde de poursuite par équipes juniors (avec Jack Edwards, Sam Welsford et Callum Scotson)
  -  Médaillé de bronze de l'américaine

### Coupe du monde
- 2013-2014
  - 1er de la poursuite par équipes à Guadalajara (avec Tirian McManus, Callum Scotson et Scott Sunderland)
- 2014-2015
  - 1er de la poursuite par équipes à Cali (avec Scott Law, Jackson Law et Tirian McManus)

### Championnats d'Océanie
| Édition / Épreuve | Poursuite par équipes | Course aux points | Scratch | Américaine              | Omnium |
| Adélaïde 2012     |                       |                   |         | Bronze                  |        |
| Invercargill 2013 | Argent                |                   |         | Or (avec Miles Scotson) |        |
| Melbourne 2016    | Bronze                | Bronze            | Bronze  |                         |        |
| Cambridge 2017    | Bronze                | Or                | Or      | Bronze                  | Or     |
| Invercargill 2019 |                       | Bronze            | Bronze  |                         |        |

### Championnats d'Australie
| - 2012 - 2e de la poursuite par équipes juniors - 2014 - 3e de la poursuite par équipes - 2017 - 2e de la poursuite par équipes - 2018 - Champion d'Australie de scratch - 2e de la course aux points | - 2019 - Champion d'Australie de course aux points - 2e de la poursuite par équipes - 3e du scratch |